# Вулиця Сергія Литвиненка (Львів)
Ву́лиця Литвиненка — вулиця в Сихівському районі міста Львова, місцевість Новий Львів, що є уявним продовження вулиць Панаса Мирного та Стуса, а також сполучає вулиці Тернопільську, Угорську з вулицями Героїв Крут та Віденською.

## Назва
Вулиця з'явилася ще до 1934 року та складалася з двох менших вуличок — Гнезненської та Віленської, що сполучалися між собою через вже неіснуючу площу Варшавську. Під час німецької окупації вулички мали назви — Ґнессенерґассе та Вілноєрґассе. У 1944 році вуличкам повернули довоєнні назви і вже 1946 року Гнезненська стала вулицею Лінійною, а 1950 року Віленська стала вулицею Вільнюською. У 1958 році довжина вулиці Лінійної збільшилося завдяки приєднання до неї вулиці Вільнюської, а 1964 року вулицю Лінійну перейменовано на вулицю Тореза, а названо її так на честь діяча французького, міжнародного робітничого та комуністичного руху Моріса Тореза. У 1993 році вулицю Моріса Тореза перейменовано на вулицю Литвиненка, на пошану Сергія Литвиненка, українського скульптора, автора першого прижиттєвого пам'ятника Митрополиту Андрею Шептицькому та надгробка Івана Франка на Личаківському цвинтарі у Львові.

## Забудова
В архітектурному плані вулиці переважає чотириповерхова забудова початку і середини 1960-х років — так звані «хрущівки», а також зберігся один будинок, збудований в стилі польського конструктивізму 1930-х років. На розі вулиць Литвиненка та Угорської у 2000—2016 роках збудована греко-католицька церква святих Кирила і Мефодія. 
За Польщі, на розі сучасних вулиць Героїв Крут та Литвиненка розташовувався маєток Красуцьких або ж маєток Красучин.
№ 3 — чотириповерхова будівля, в якій за радянських часів містилися їдальня № 3 ВО «Полярон», а також ресторан «Берізка» — один з найпопулярніших львівських ресторанів 1970-х років. 1995 року, ухвалою ЛМР № 162, підприємство громадського харчування — ресторан «Берізка» було виставлене на приватизацію. До початку 2010-х років в цій переобладнаній будівлі містилися відділення банку «Форум» та салон взуття. Нині тут міститься торгово-офісний центр.
№ 4 — чотириповерховий житловий будинок. За радянських часів нежитлові приміщення першого поверху будинку займав магазин «Канцтовари», у наш час там містився магазин «Продукти». На початку 2010-х років у цьому приміщенні відкрився магазин мережі супермаркетів «Вопак». 
№ 5 — одноповерховий будинок, збудований у стилі польського конструктивізму 1930-х років. 
№ 8 — чотириповерховий житловий будинок. За радянських часів одне з нежитлових приміщень першого поверху будинку займало підприємство громадського харчування — кафе «Експрес». 1995 року, ухвалою ЛМР, кафе «Експрес» виведене з числа об'єктів комунальної власності м. Львова та виставлене на приватизацію<. Нині в цьому приміщенні міститься відділення «Нової пошти» № 30 — української компанії з експрес-доставки документів, вантажів та посилок.